# Ad (peuple)

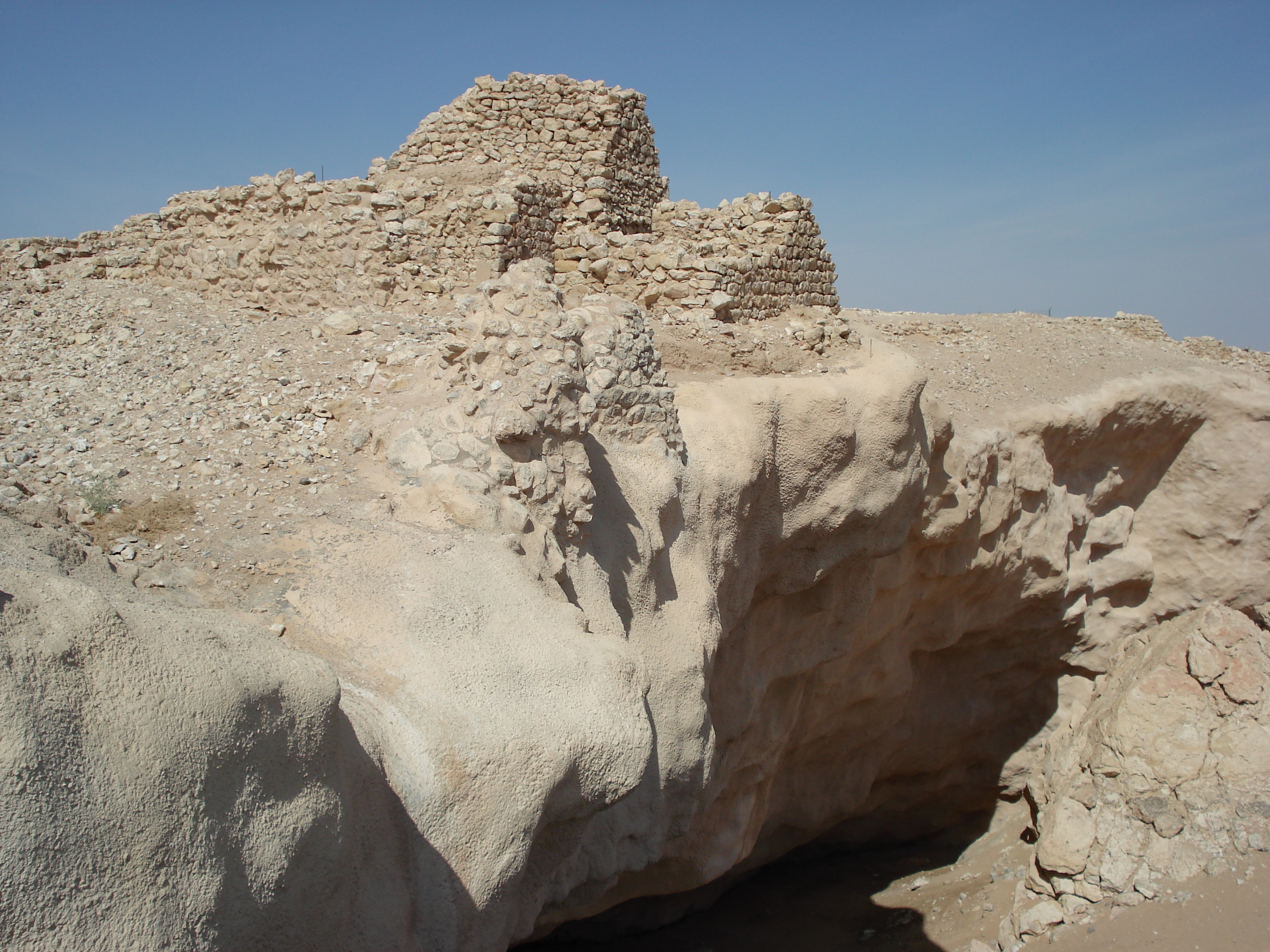
Ruines d’une oasis antique à Ubar, avec au premier plan un ancien puits.

Les 'Ād (arabe : عاد) sont un ancien peuple du Sud de la péninsule Arabique, cité à plusieurs reprises par le Coran, dont la capitale aurait été Iram, aussi nommée Ubar[réf. nécessaire]. Dans le Coran, ce peuple est le peuple de Houd, et associé au peuple des Thamoud. Ce peuple était constitué d’anciens sémites. Le royaume 'Ād dura du Xe siècle av. J.-C. au IIIe siècle de l’ère chrétienne.[réf. nécessaire] Leur premier contact avec les Grecs eut lieu grâce au géographe Ptolémée, qui nomma ce peuple les Ubarites (Iobaritae), d’après leur capitale.

## Localisation

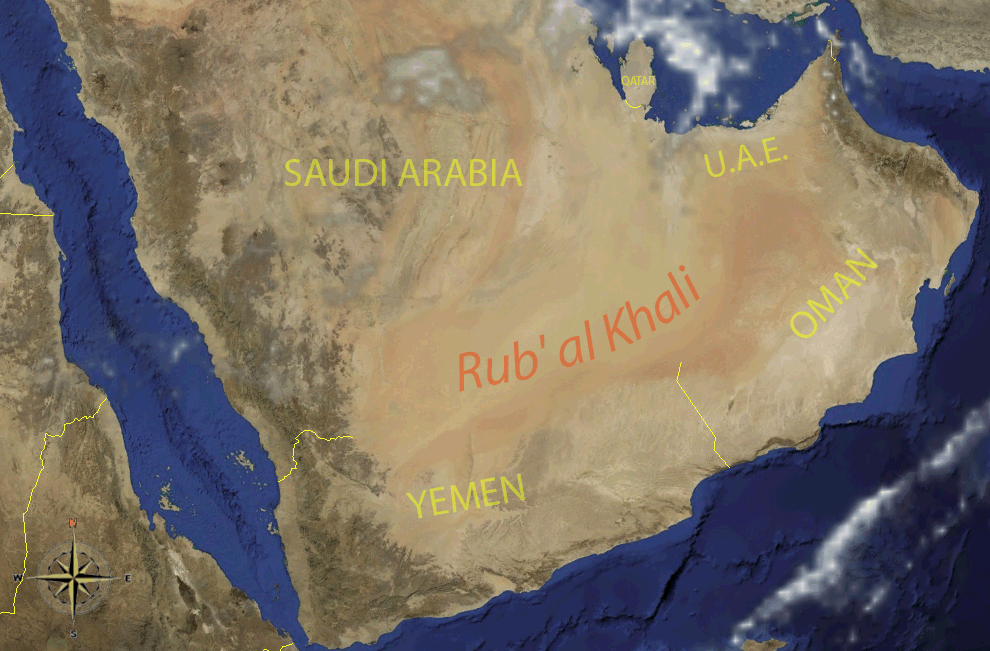
Le désert de Rub' al-Khali, où vivait le peuple 'Ād.

Il semble que les 'Ād vivaient entre l’actuelle partie Est du Yémen et la partie Ouest d'Oman, au nord de la mer d’Arabie, jusqu’aux monts Dhofar et jusqu’au désert de Rouba al-Khali. Certains savants[Qui ?] pensent que c’est dans cette région que commença la domestication du chameau.

## Histoire
La cité de Ubar (ou Iram), était vraisemblablement parvenue à la prospérité grâce au commerce de l’encens. Elle fut renommée aussi pour la construction de piliers. À une période indéterminée entre le IIIe et le VIe siècle de l’ère chrétienne, le royaume des 'Ād s’effondra, peut-être à cause d’une catastrophe naturelle ayant détruit la ville de Ubar.
La tradition islamique n'est pas unanime quant à l'origine du peuple de ʿĀd, qu'elle fait tantôt descendre de Sem, tantôt de Cham. Selon la légende, par ailleurs en grande partie inspirée du Coran, le peuple de ʿĀd se serait établi près du Yémen, dans une région nommée Aḥqāf al-raml (litt. « les dunes de sable »). On connaît d’eux trois personnages majeurs. Leur fondateur est traditionnellement Ad ibn Kinad, qui vécut entre le XIIIe et le Xe siècle av. J.-C. Aldahn Kholjan est un autre chef important qui vécut au IVe ou au IIIe siècle av. J.-C. Enfin, selon la légende, Chaddad vécut entre le VIe et le IVe siècle. Les Himyarites le considèrent comme le fondateur des 'Ād. « On croit que les monuments et les édifices des Adites étaient grands, parce que les Adites étaient eux-mêmes grands et avaient une force supérieure à la nôtre » écrit Ibn Khaldoun dans la Muqaddima (IV, III). 
Le Coran affirme que la ville de Iram fut détruite par Allah après que les 'Ād transgressèrent, semèrent la corruption, et adorèrent des idoles. Le prophète Houd leur fut envoyé pour les mettre en garde, car ils vouaient un culte à l’étoile Sirius (  الشعرى اليمانية). Selon le récit coranique, les habitants n’écoutèrent pas les avertissements du prophète et refusèrent d’adorer Allah ; la ville fut alors détruite par une grande tempête de sable.